# Lacurile Durgău
Zona curativă și de agrement cu șase lacuri de la Durgău-Valea Sărată (totodată rezervația naturală "Sărăturile Ocna Veche") se află situată la nord de municipiul Turda. Lacurile s-au format prin umplerea cu apă a unor foste mine de sare prăbușite.

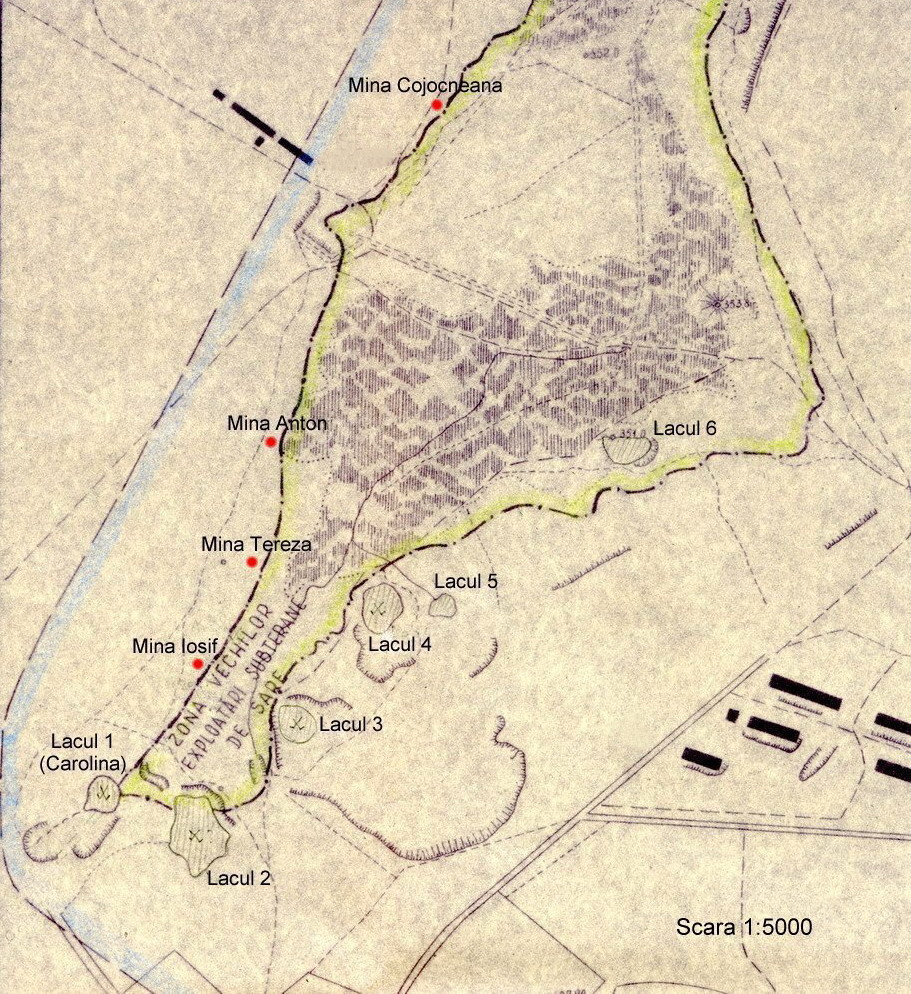
Zona lacurilor de la Durgău

## Istoric
Complexul lacustru de la Durgău este format din următoarele șase lacuri:
Fostul Lac 1 („Lacul Carolina”), lac sărat format prin prăbușirea minei de sare „Obere Grube” („Felsö-Akna”, "Ocna de Sus") numită și "Grosse Grube" ("Ocna cea Mare"). Numele lacului (Carolina) s-a dat după numele împărătesei Karoline Auguste von Bayern (1792–1873), soția împăratului Franz I (1768-1835), care a vizitat în anul 1817 și orașul Turda. Înaintea alunecărilor de teren, ocupa o suprafață de 0,07 ha și avea o adâncime de 32,5 m. 
Descrierea lacului după Ion Al.Maxim (1937):
Lacul are maluri instabile, se surpă și alunecă continuu. Aflorimente de sare gemă se găsesc pe malurile de nord și de vest. Cabine pe malul estic. Adâncimea maximă: 45 m (după Jenö Viski, 1911), 32,5 m (Ion Al. Maxim, 1937). Ritm mare de împotmolire. Originea lacului: ocnă veche, de forma ogivală, prăbușită. Johann Fichtel (1780) notează următoarele pentru "Obere Grube": adâncimea celor 2 puțuri este de 22,8 m, adâncimea totală a ocnei (inclusiv puțurile) 125,4 m, perimetrul bazal 228 m. Reprezintă cea mai mare ocnă de pe versantul vestic al masivului de sare de la Durgău. Într-un istoric al ocnelor de la Turda, găsit la Administrația Salinelor, este notat că "Obere Grube" a fost abandonată în anul 1770. József Hankó (1844) menționează și el ocna. Ocna nu era prăbușită în anul 1867, dată la care F.Posepny a scris articolul despre salinele de la Turda. Balázs Orbán o descrie în anul 1889 ca fiind surpată, având forma unui crater. Balázs Orbán mai face în 1889 următoarele precizări: „La baza dealului Alasmal se găsește un crater lat de 100 pași (cca 30 m). Terenul aici alunecă mereu, fiind foarte instabil. În acest loc a fost până nu demult o mină mare de sare numită Carolina. Partea minei Carolina dinspre nord-vest a fost prea aproape, respectiv a fost chiar pe marginea masivului de sare, din care cauză s-a surpat și de atunci se surpă mereu, pământul scurgându-se în mina care avea o adâncime maximă de 94 stânjeni (cca 178 m). Straturile de pământ se surpă mereu în caverna minei, și în acest mod crește și se lărgește permanent craterul.” În partea de jos a craterului, la gura puțului fostei mine Carolina, în pâlnia crenelată de la marginea apei, se mai vedeau rămășițe ale unei galerii căptușite cu lemn, precum și unele grinzi de lemn și părți ale fostelor scări.
Surparea ocnei s-a produs cândva între anii 1867 și 1889. Tot sub forma unui crater, umplut numai parțial cu apă, este descrisă și de către Jenö Viski în anul 1911. Pe pereții craterului se vedeau în 1911 aflorimente de sare. Formarea lacului propriu-zis a avut loc între 1911-1937.
Lacul 2 („Lacul Durgău”), lac sărat format prin prăbușirea ocnei „Nagydörgö” („Durgăul Mare”). Adâncimi: 6 m (Jenö Viski, 1911), 5,25 m (I.A.Maxim, 1937), 3,8 m (1978). Origine: una sau două vechi ocne alăturate, de dimensiuni mari. Balázs Orbán (1889): în carnetul numitului Szaniszló Zsigmond este notat la 6 iunie 1683 că Hanul Tătarilor, care mergea cu trupele sale spre asediul Vienei, ar fi poposit la Keresztesmezö (azi Oprișani) și ar fi făcut pagube în jur, aprinzând și instalațiile ocnei "Nagydörgö". Dacă informația este adevărată și dacă lacul 2 a păstrat numele vechii ocne, atunci e sigur că pe la anul 1683 exista aici o mare ocnă. Dar, pe de altă parte, tot Balázs Orbán spune că minierii amintesc aici ocna cu numele "Horizont". Cum numirea de "Dörgö" era dată în trecut de locuitorii și minierii unguri tuturor ocnelor părăsite de pretutindeni, este greu de priceput ce motiv o fi avut Hanul Tătarilor să aprindă în 1683 o ocnă părăsită.
Lacul 3 („Lacul Dulce”), format prin prăbușirea ocnei „Katalin” și a unei alte ocne învecinate ("Kleine Grube"). În anul 1937 avea formă de pișcot, cu o gâtuire mijlocie. Denotă că era format din 2 bazine. Forma aceasta de bazin dublu a luat naștere în ziua de 22 septembrie 1926, când s-a format un nou crater în partea de vest a primului bazin. Apele primului bazin s-au scurs în noul bazin, primul rămânând aproape fără apă. Bazinul nou s-a produs prin prăbușirea unei alte vechi ocne, situată în vecinătatea ocnei prăbușite din est. Noul lac era în 1937 pe cale de concentrare, apele luând contact direct cu pereții de sare ai ocnei vestice. Adâncimea maximă după Jenö Viski (1911): 6 m (vechiul Lac Dulce, de la est). Pe harta lui F. Posepny din anul 1867 Lacul Dulce apare cu forma dinaintea anului 1926. Lângă Lacul Dulce, spre vest, era indicată o ocnă părăsită, circulară, cu numele de "Kleine Grube" ("Ocna Mică"). Lacul Dulce avea în anul 2001 o adâncime medie de 2 m. În zona sa centrală a fost pusă în evidență existența a două puțuri cu adâncimi de 46 m.
Lacul 4 („Lacul Ocnei”), lac sărat format prin prăbușirea unei vechi ocne de sare în formă de clopot, cu adâncime mare. Malul vestic ocupat în 1937 de cabine. Afloriment de sare gemă în partea de sud-est a lacului. Adâncimi: 36 m (S.Fischer, 1887), 40 m (Jenö Viski, 1911), 33,75 m (I.A. Maxim, 1937). Salinitate la suprafața apei: 60 g/l(‰) în luna iulie 1937.
Lacul 5 („Lacul Rotund”), lac sărat format prin prăbușirea unei vechi ocne de sare. Adâncimi: 20 m (S.Fischer, 1887), 18 m (Jenö Viski, 1911), 14,8 m (I.A. Maxim, 1937). Vechea ocnă, în formă de clopot, a fost probabil mai puțin adâncă decât mina învecinată de sub lacul 4 (Lacul Ocnei). Reprezintă cea mai estică ocnă din zona Durgău.
Lacul 6 („Lacul Sulfuros”), lac sărat format, de asemenea, prin prăbușirea unei foarte vechi ocne de sare. Adâncimi: 47 m (Jenö Viski, 1911), 46 m (I.A. Maxim, 1937). Vechea ocnă, în formă de clopot, este probabil cea mai veche ocnă de la Durgău. Sulful din acel lac s-a simțit la miros, din emanațiile de hidrogen sulfurat (H2S), produs de nămolurile sapropelice.

## Alunecări de teren

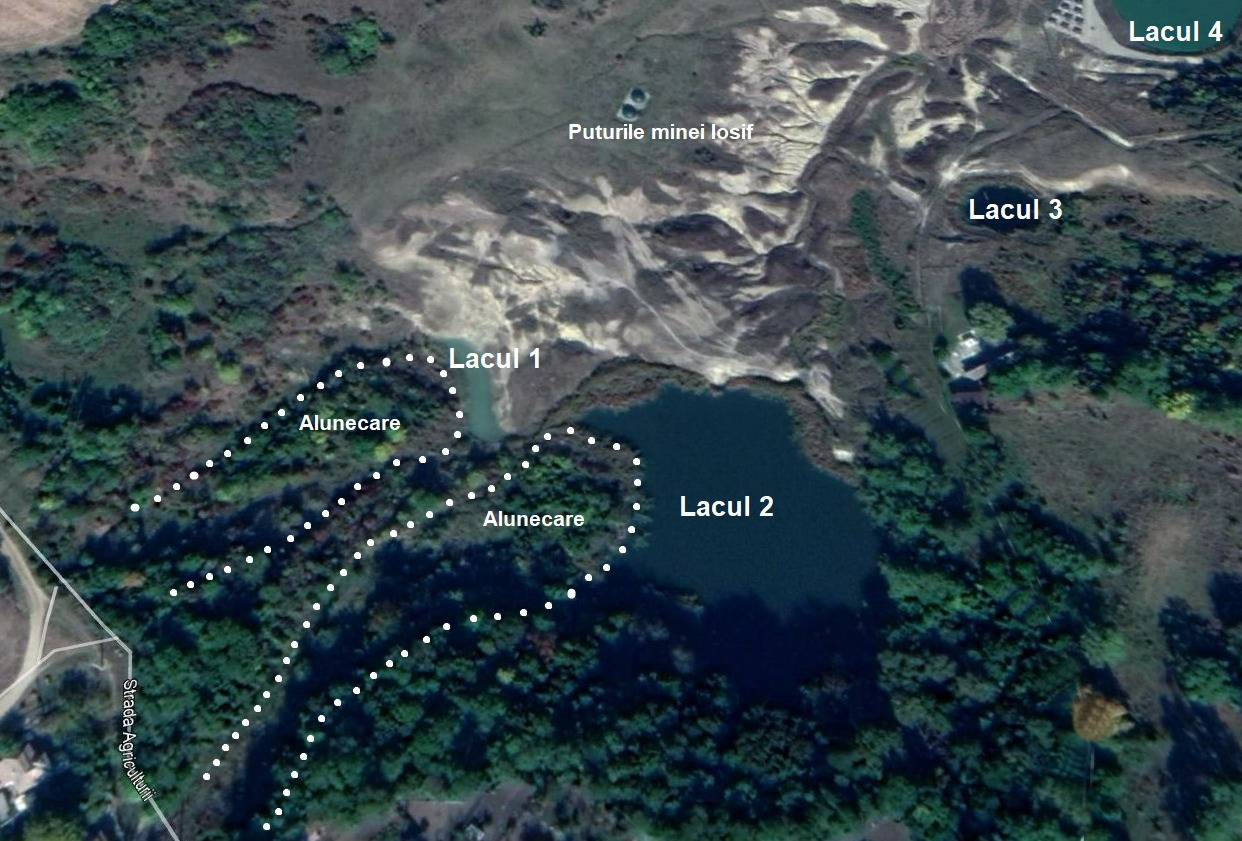
Cele 2 alunecări de teren de la Durgău spre lacurile 1 şi 2

In cursul ultimelor 2-3 decenii o parte din versantul instabil al dealului Alasmal a format 2 limbi uriașe care au alunecat treptat spre cele 2 lacuri învecinate de la poalele dealului. Lacul 1 (Carolina) a fost complet colmatat de masele de pământ alunecat. Lacul 2 (Durgău) a fost până în prezent (anul 2020) cca ¼ umplut cu pământ din cea de a doua limbă. 

Alunecările au afectat strada Agriculturii. In anul 2008 trei case de pe această stradă (nr.35, 37, 39) au fost evacuate preventiv, fiind acut periclitate de prăbușire.

## Diverse
Harta Iosefină din anii 1769-1773 (sectio 110) arată că în zona Durgău existau 5 ocne de sare (Carolina, Iosif, Tereza, Anton și Cojocneană).
În ultimele decenii, în această zonă au fost executate foraje de explorare pentru determinarea morfologiei diapirului de sare și a calității sării geme.

## Amenajări balneare
După anul 1870 s-au construit cabine pe malurile lacului 2 (Durgău), lacului 4 (Ocnei) și lacului 6 (Sulfuros). Mai târziu s-au construit cabine și pe malul lacului 1 (Carolina). În 1937 nu mai existau cabinele lacului 6 (Sulfuros). Între timp, toate cabinele vechi de lemn au dispărut.
La data de 31 iulie 2009 s-a dat în funcțiune noul ștrand de la Durgău, care cuprinde lacurile 4 și 5.

## Galerie de imagini

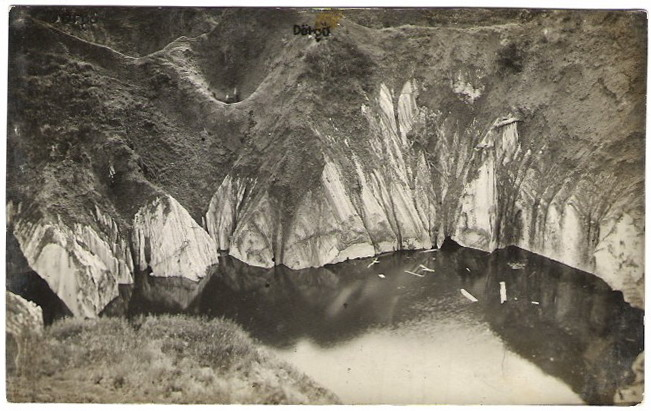
Lacul nr.1 (Lacul Carolina) (imagine din anul 1911)
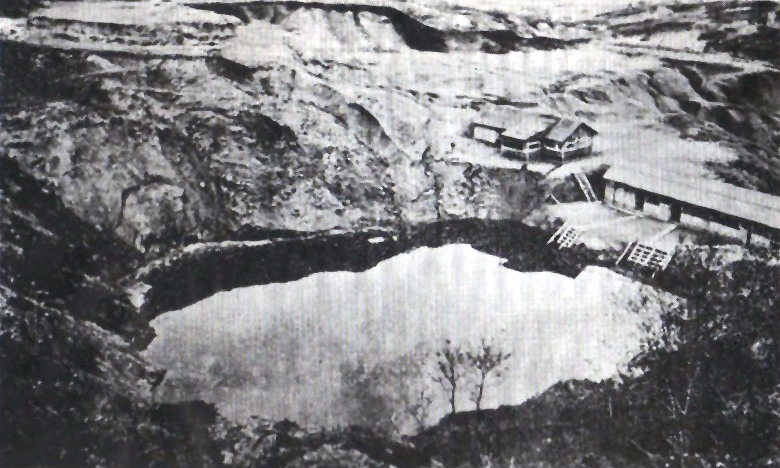
Lacul nr.1 (Lacul Carolina) (imagine din anul 1933)
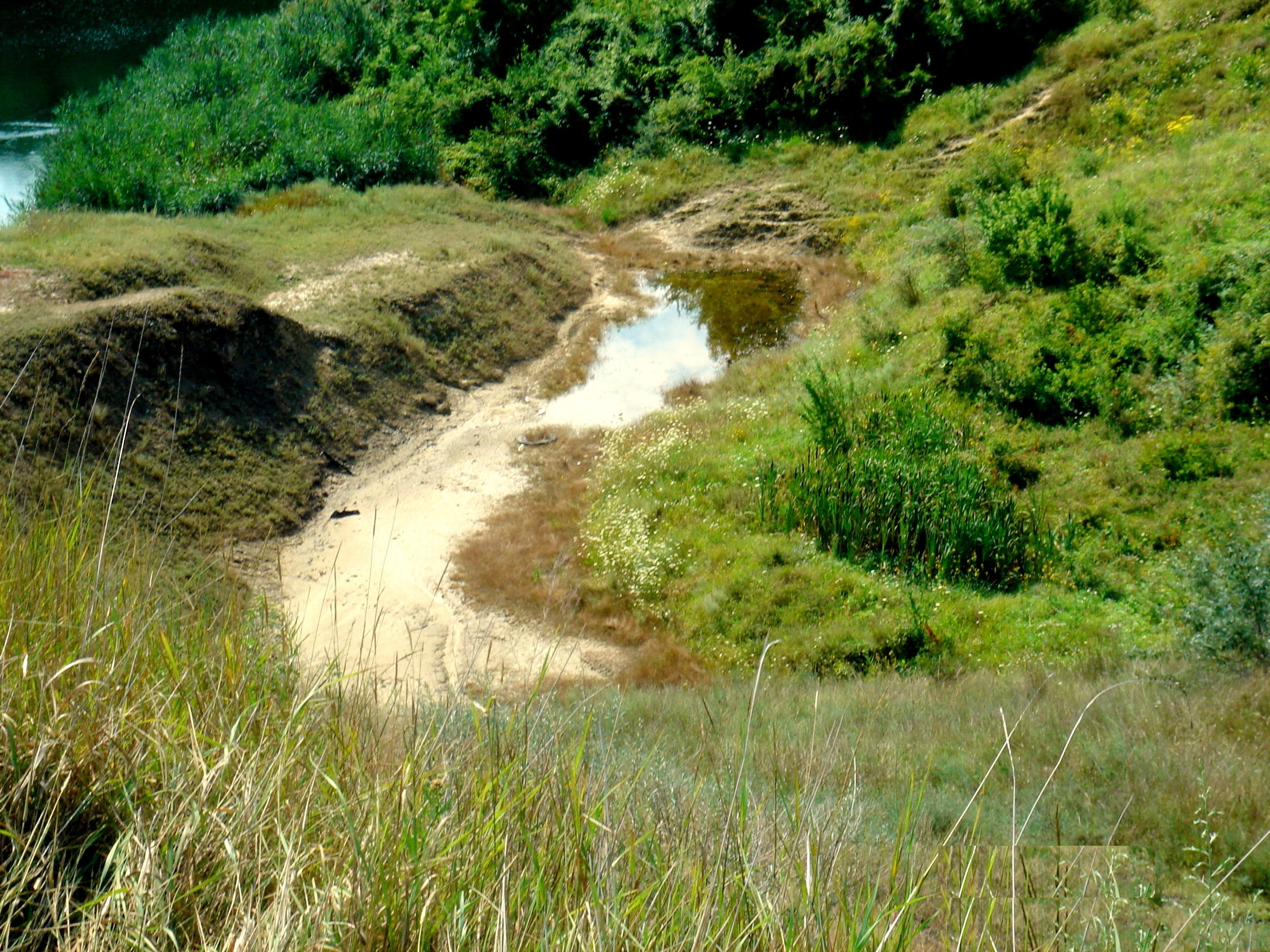
Lacul nr.1 (Lacul Carolina, colmatat) (imagine din anul 2009)
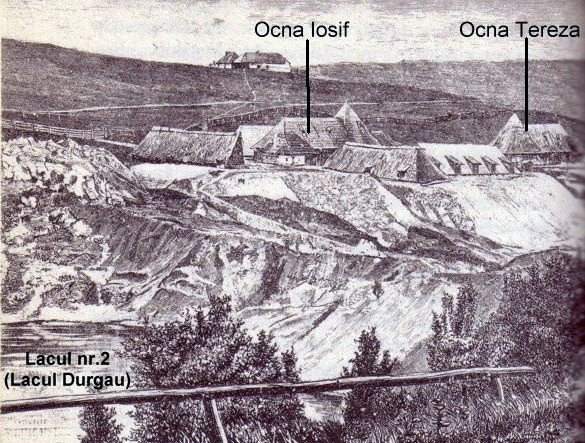
Lacul nr.2 (Durgău) şi instalaţiile de suprafaţă ale ocnelor Iosif şi Tereza (1889)
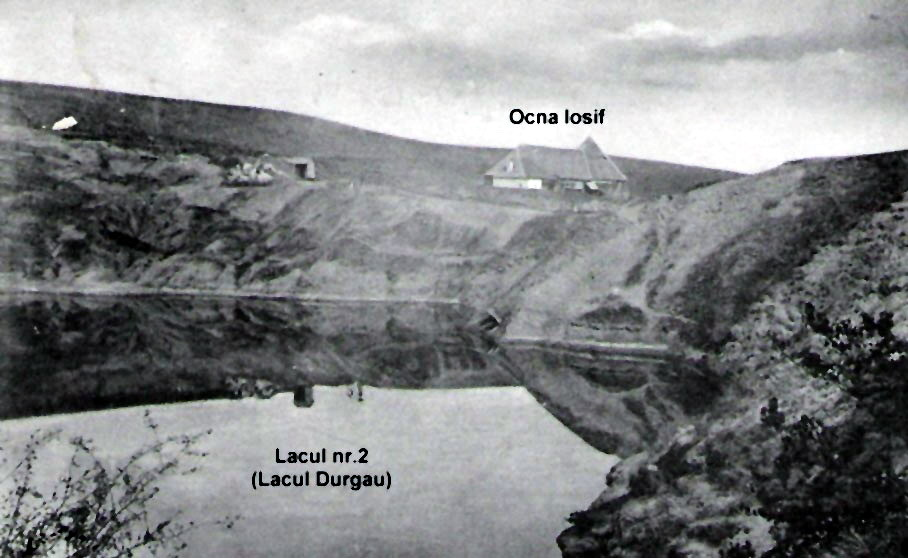
Lacul nr.2 (Durgău) şi instalaţiile de suprafaţă ale ocnei Iosif (1916)
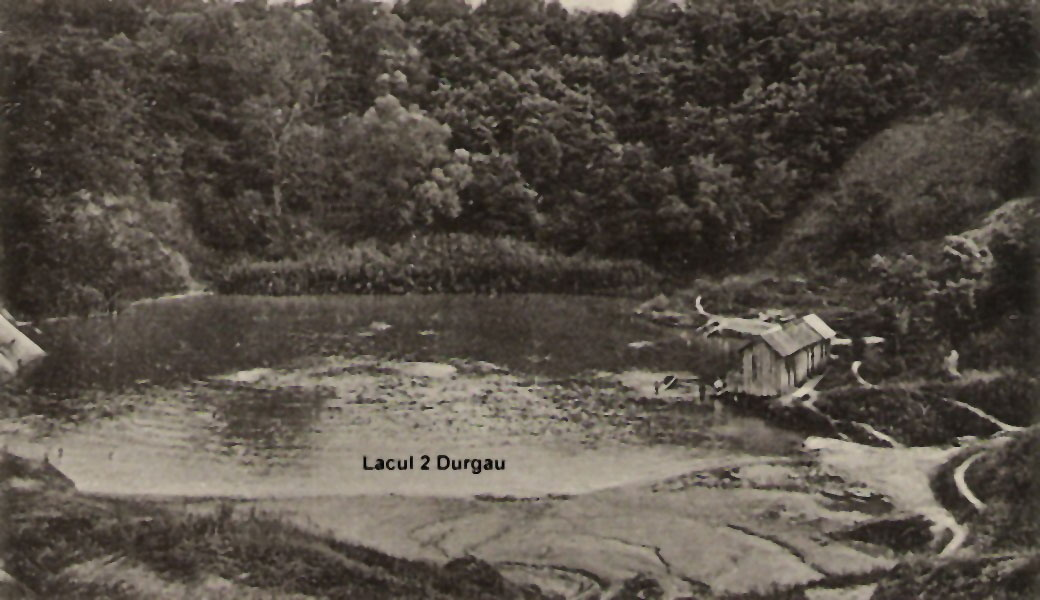
Lacul nr.2 (Durgău) (imagine din anul 1931)
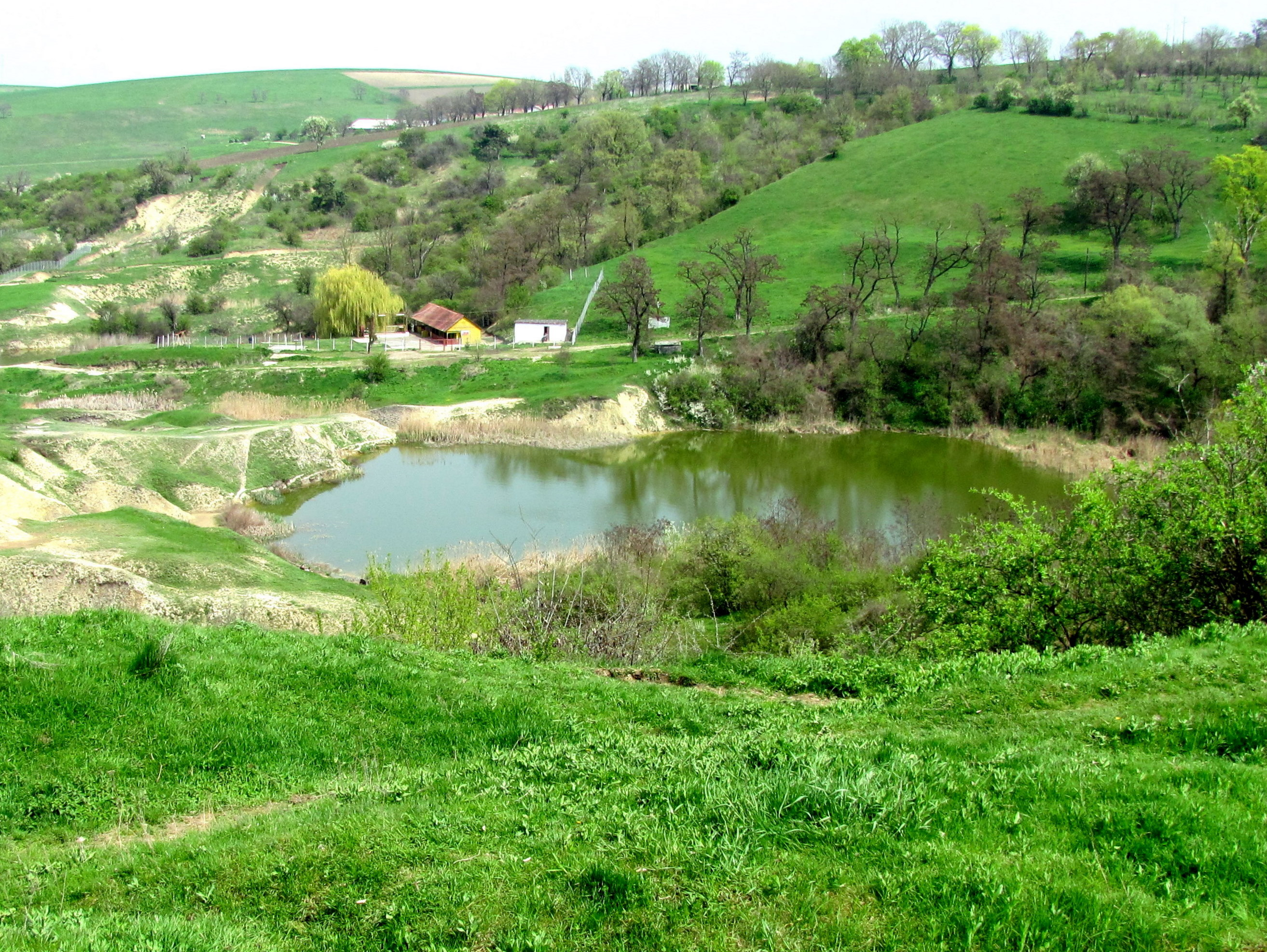
Lacul nr.2 (Lacul Durgău) (imagine din anul 2010)
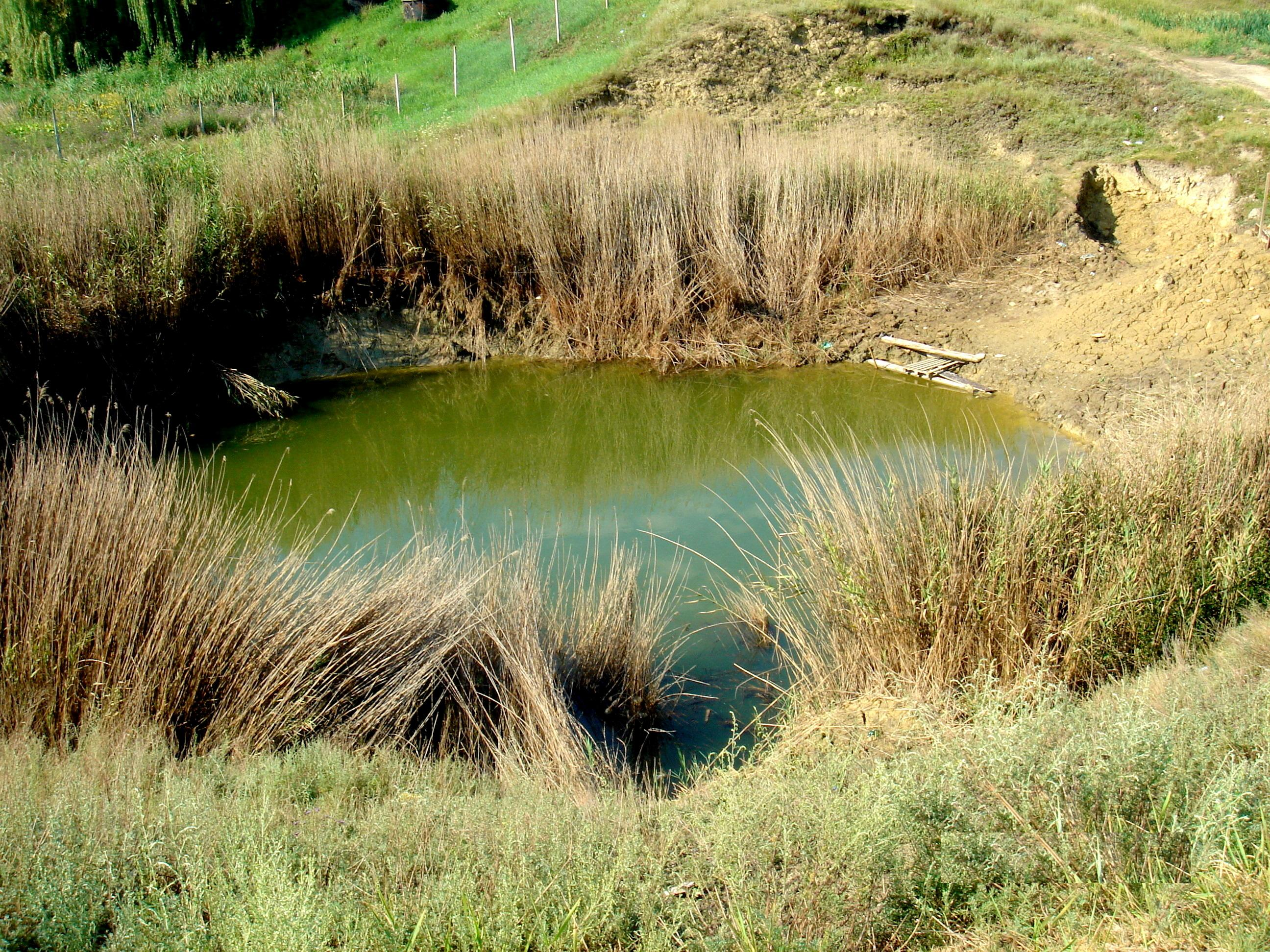
Lacul nr.3 (Lacul Dulce) (imagine din anul 2009)
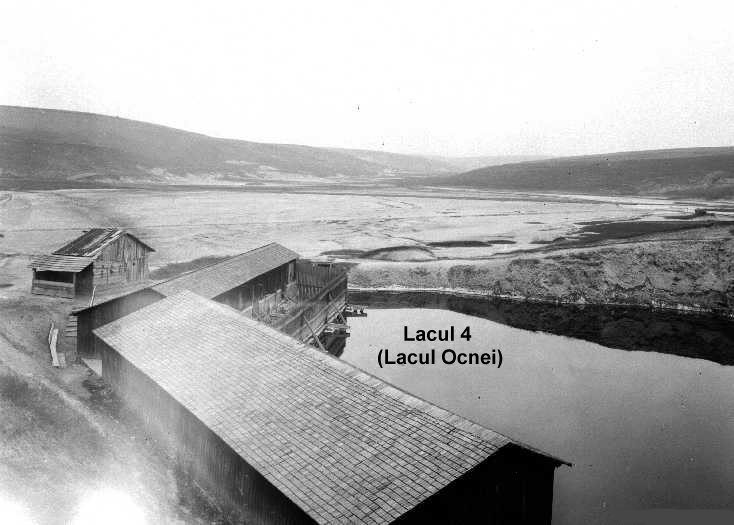
Lacul nr.4 (Ocnei) (imagine din anul 1925)
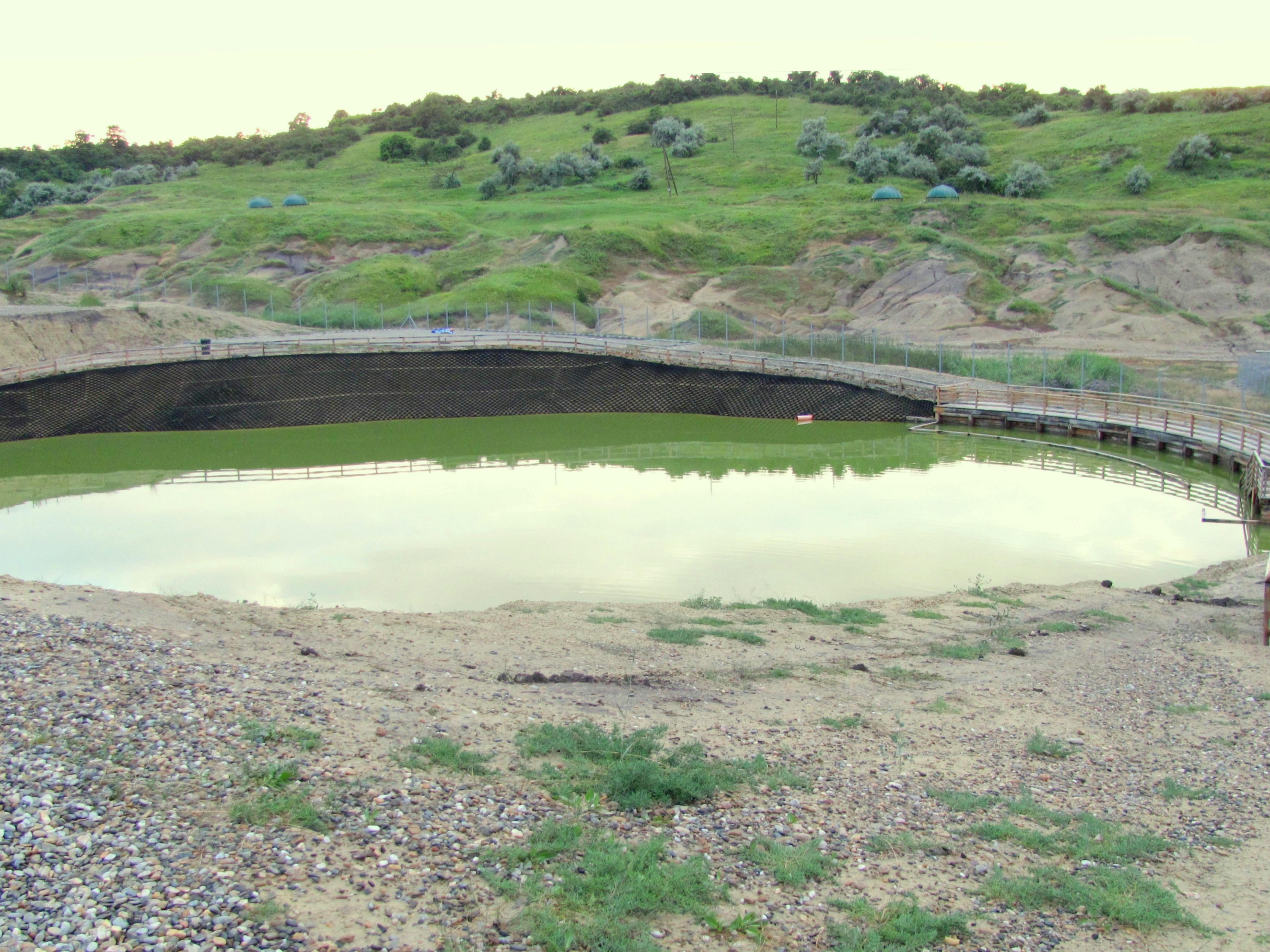
Lacul nr.4 (Lacul Ocnei) (imagine din anul 2010, după amenajarea lacului ca ştrand)
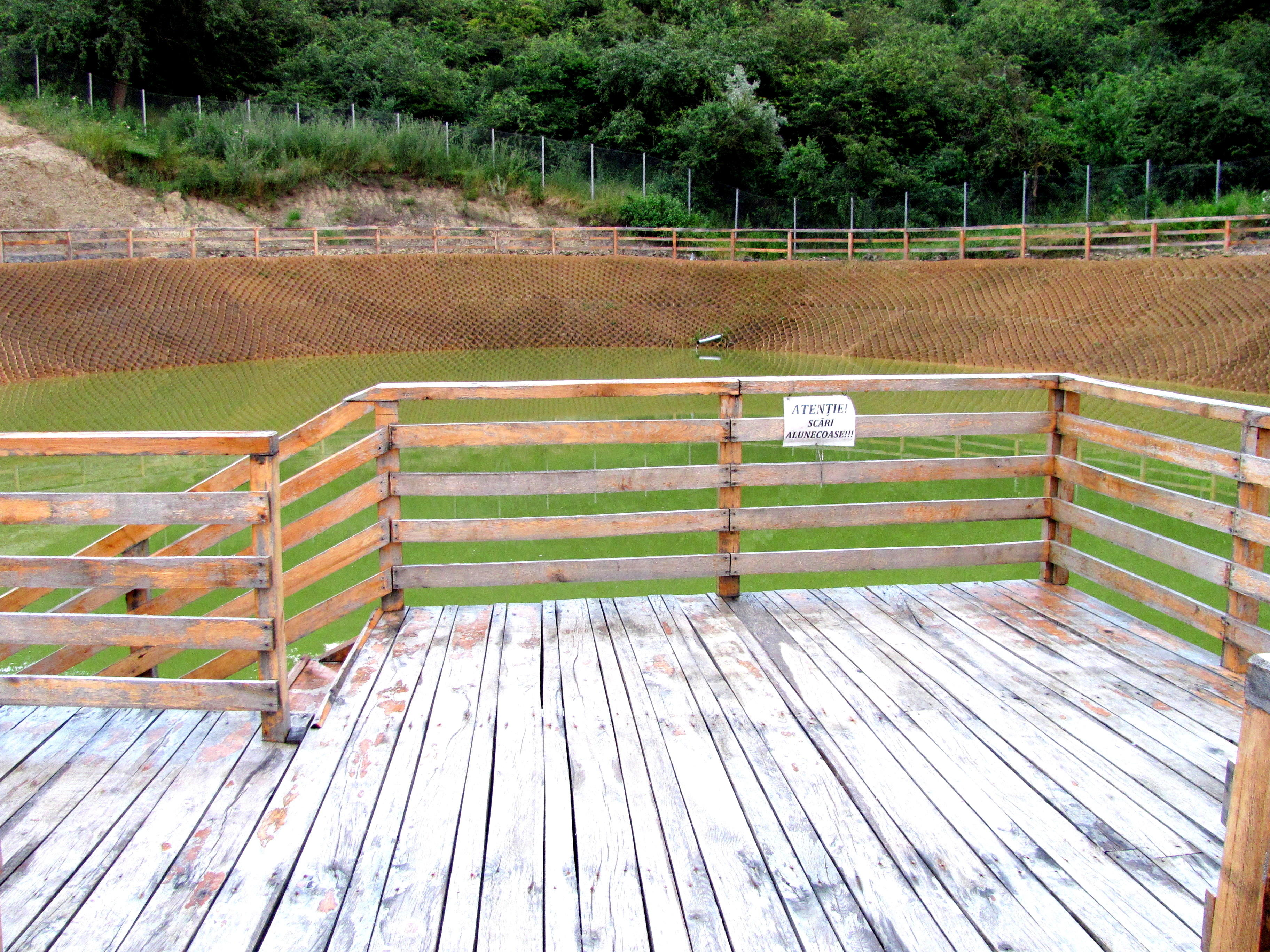
Lacul nr.5 (Lacul Rotund) (imagine din anul 2010, după amenajarea lacului ca ştrand)
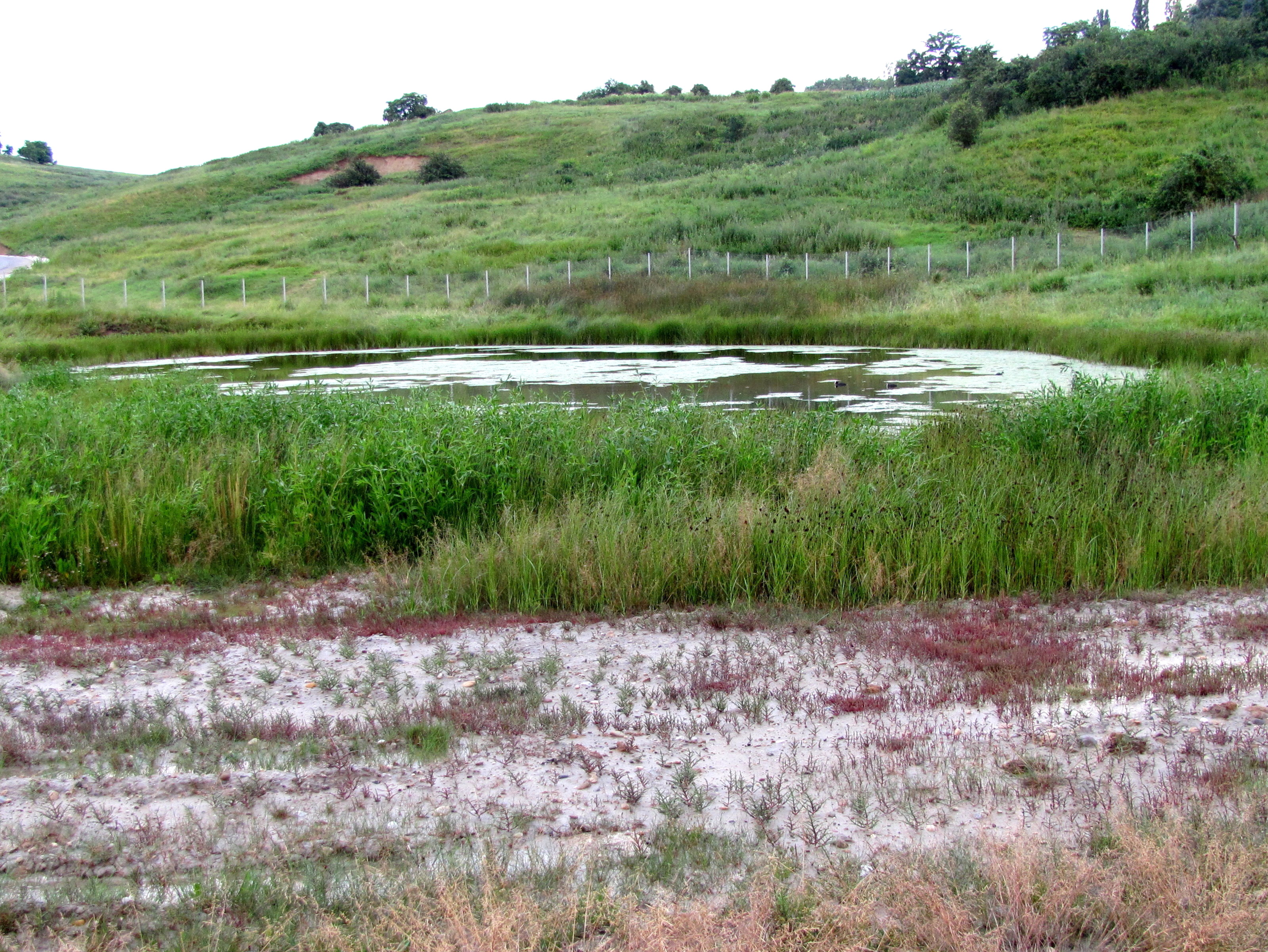
Lacul nr.6 (Lacul Sulfuros) (imagine din anul 2010)
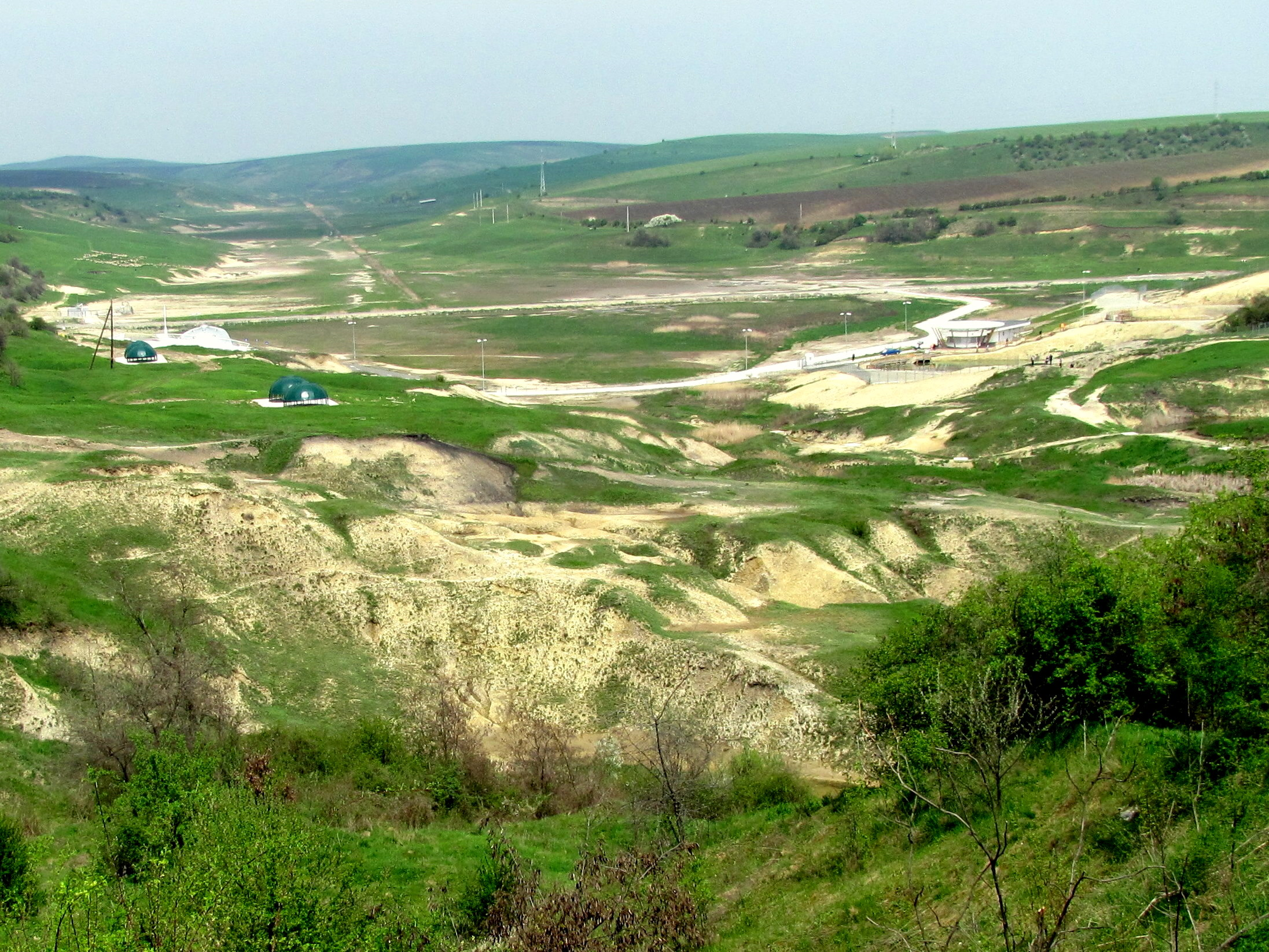
Vedere a zonei Durgău de pe str. Agriculturii (imagine din anul 2010)